# Madison Museum
Pour les articles homonymes, voir Madison.
Le Madison Museum est un musée américain situé dans le parc national de Yellowstone dans le comté de Teton, dans le Wyoming. Achevé en 1930, il est inscrit au Registre national des lieux historiques depuis le 9 juillet 1982.
Avec le Norris Museum et le Fishing Bridge Museum, il est un des trois « musées des randonnées » (Trailside Museums) du parc national. Il est situé sur une hauteur surplombant le canyon de la rivière Madison.